# نوزومی ساساکی
نوزومی ساساکی (به ژاپنی: 佐々木希) (زادهٔ ۸ فوریه ۱۹۸۸) که با نام نوزومی نیز شناخته شده است، مدل گلامور ژاپنی و حرفه‌ای اهل آکیتا می‌باشد.
ساساکی از ۱۴ سالگی به حرفه مد وارد شد.
از اواخر سال ۲۰۰۸ او پنج کتاب عکس و دو دی وی دی منتشر کرده است.